# Kamienica Alojzego Balle w Łodzi
Kamienica Alojzego Balle – kamienica położona przy ulicy Piotrkowskiej 87 w Łodzi.

## Historia

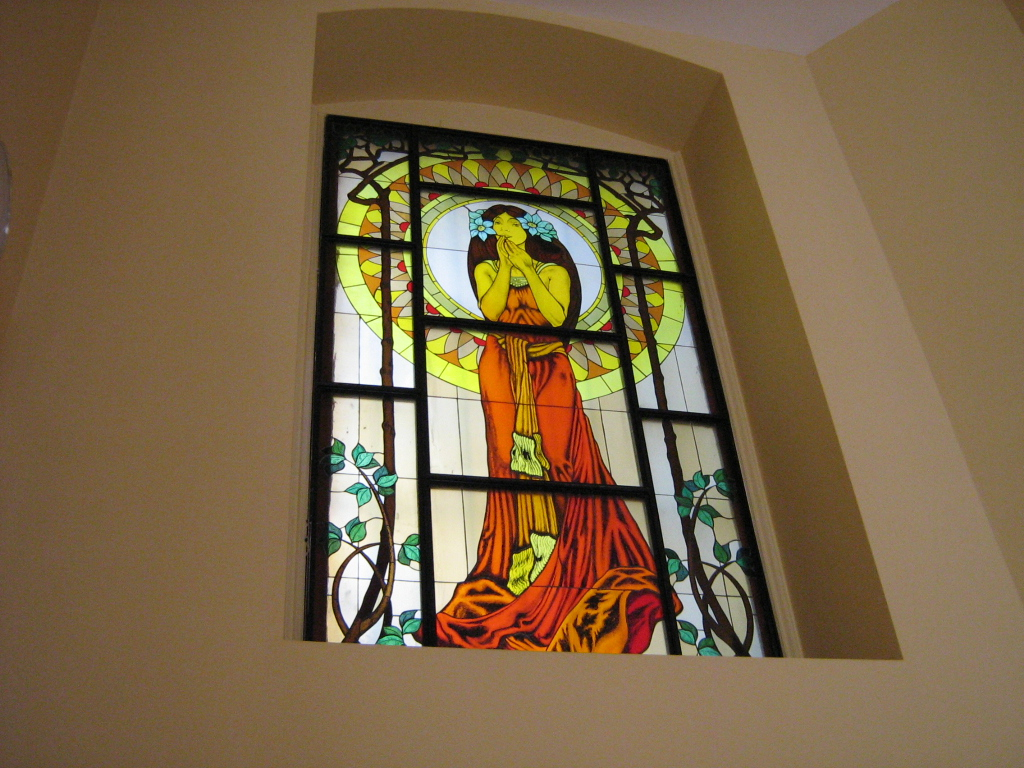
Witraż w kamienicy

Budynek został wzniesiony w 1892 na zamówienie Alojzego Balle, właściciela firmy projektowo-budowlanej działającej w Łodzi. W dwóch pierwszych kondygnacjach znajdowały się pomieszczenia przeznaczone na cele usługowe, wyższe kondygnacje na cele mieszkalne. W 1910 roku kamienicę przejęło małżeństwo Zofii i Henryka Schwalbe, którzy pozostali właścicielami aż do wybuchu II wojny światowej. W latach 30. XX w. znajdowało się tutaj biuro sprzedaży zakładów Adolfa Horaka.
Po wojnie, w 1948, władze państwowe we wnętrzach utworzyły „Dom Włókienniczy”, który był największym w Polsce sklepem z tej branży, mający m.in. oddziały konfekcji, dodatków krawieckich, pasmanterii oraz tkanin. W 1967 znajdował się tu sklep „Parada” oferujący wyroby konfekcyjno-dziewiarskie. Autorem projektu wnętrza, opartego na szkle i niklu, m.in. z podświetlanymi schodami, mozaikami oraz sufitowym oświetleniem, był inż. Chorbaczewski. W latach 2006–2017 znajdowała się tutaj siedziba Centrum Informacji Turystycznej. Działa tu również galeria sztuki „Galeria 87”.
Przed budynkiem umieszczono pomnik Misia Uszatka, który stanowi część projektu Łódź Bajkowa.